# Endeslev Sogn
Endeslev Sogn er et sogn i Tryggevælde Provsti (Roskilde Stift).
I 1800-tallet var Vråby Sogn anneks til Endeslev Sogn. Begge sogne hørte til Bjæverskov Herred i Præstø Amt. Endeslev-Vråby sognekommune var i 1962 med i den frivillige kommunesammenlægning, som ved kommunalreformen i 1970 blev til Vallø Kommune. Den indgik ved strukturreformen i 2007 i Stevns Kommune.
I Endeslev Sogn ligger Endeslev Kirke.
I sognet findes følgende autoriserede stednavne:
- Aggerup (bebyggelse, ejerlav)
- Almindehuse (bebyggelse)
- Almindevænge (areal, ejerlav)
- Damhuse (bebyggelse)
- Endeslev (bebyggelse, ejerlav)
- Endeslev Hestehave (bebyggelse)
- Endeslev Høstmark (bebyggelse)
- Endeslev Overdrev (bebyggelse)
- Holteland (bebyggelse)
- Magistratshuse (bebyggelse)
- Povlstrup (bebyggelse, ejerlav)
- Snedkergård (bebyggelse)
- Universitetshuse (bebyggelse)